# Sesto Bruscantini

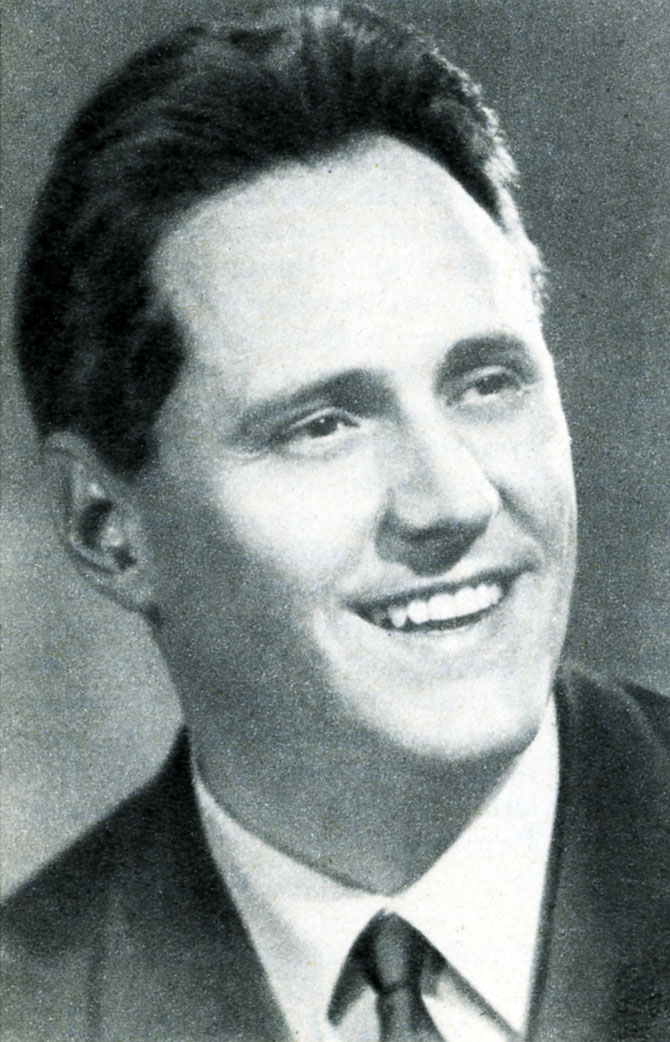
Sesto Bruscantini 1956

Sesto Bruscantini (* 10. Dezember 1919 in Civitanova Marche; † 4. Mai 2003 ebenda) war ein italienischer Opernsänger der Stimmlage Bassbariton. Er gilt als einer der bedeutendsten Sänger der Nachkriegszeit.

## Allgemeine Bedeutung
Sesto Bruscantinis Repertoire zeichnete sich durch die musikalische und dramatische Bandbreite seiner zahlreichen Rollen aus. Zunächst spezialisierte er sich als Bassist auf die komischen Rollen in den Opern von Mozart (Le nozze di Figaro, Don Giovanni, Così fan tutte), Rossini (Il turco in Italia, L’italiana in Algeri, Il barbiere di Siviglia, La Cenerentola) und Donizetti (L’elisir d’amore, La fille du régiment, Don Pasquale). In einigen Opern wechselte er auch die Rollen, wie zum Beispiel in Nozze vom Grafen zu Figaro, von Guglielmo zu Alfonso in Così oder von Belcore zu Dulcamara in Elisir, von Malatesta zu Pasquale in Don Pasquale. In Don Giovanni interpretierte er gleich alle vier großen Männerrollen.
Später stieg er zum Bariton auf und sang lange die großen Bariton-Rollen in den Opern von Giuseppe Verdi. Er hatte in den 1950er-Jahren großen Erfolg bei den Festspielen von Glyndebourne und in den 1960ern an der Lyric Opera of Chicago. Während seiner Karriere sang er an der Mailänder Scala, an der Oper von Rom, war Gast an den Salzburger Festspielen, der Wiener Staatsoper, an der New Yorker Met und in weiteren großen Häusern vorwiegend in Europa.
Seine sehr flexible Stimme und außergewöhnliche Bühnenpräsenz prägten Bruscantini und ermöglichten ihm, weite Bereiche der Vokalmusik abzudecken, von Claudio Monteverdis Il combattimento di Tancredi e Clorinda aus dem Jahr 1624 bis hin zu neuzeitlichen Werken wie Oedipus Rex von Igor Strawinsky. Sein Repertoire umfasste gut 150 Rollen in über 100 Opern.

## Karriere

### Die Anfänge
Sesto Bruscantinis Eltern waren Dante und Ena Bruscantini-Pallotta. Erstmals auf einer Bühne stand Sesto im Alter von acht Jahren, bei einer Aufführung von Luigi Boccherinis Menuett sprach er einen Text. Seinen ersten Auftritt als Sänger hatte er als Zwanzigjähriger im Frühling 1939, als er in seiner Heimatstadt im Theater „Beniamino Gigli“ in der Operette Die Geisha von Sidney Jones die Rolle des Captain Wun-Hi sang.
Bruscantinis Vater war Rechtsanwalt und so begann auch Sesto ein Studium der Rechtswissenschaften an der Universität Macerata. Aber er enttäuschte die Hoffnungen seines Vaters und studierte Musik am „Conservatorio Santa Cecilia“ in Rom. Ermutigt wurde er durch einen musikliebenden Onkel und Erfolge bei ersten Auftritten bei kleinen Konzerten. Er debütierte 1946 in seiner Heimatstadt Civitanova als Colline in Puccinis La Bohème. Anschließend verbrachte er ein Jahr an der Opernschule in Rom und sang in Konzerten sowie kleine Rollen wie den Notar in Gianni Schicchi oder den Ersten Nazarener in Salome.
Bruscantini sang 1949 als Don Geronimo erstmals an der Mailänder Scala in Cimarosas Il matrimonio segreto – eine Rolle, die noch viele Jahre in seinem Repertoire bleiben sollte und zugleich der Beginn einer vierzigjährigen Karriere war.

### Die 1950er-Jahre
Im Oktober 1950 folgte Selim in Rossinis Il turco in Italia in Rom mit Maria Callas, dem Tenor Cesare Valletti und dem Bariton Mariano Stabile. Im folgenden Jahr kehrte er für Dulcamara in Donizettis L’elisir d’amore an die Scala zurück, eine weitere Rolle, die er auch 40 Jahre später noch sang. Seine erste Rolle in einer Mozartoper war Masetto in Don Giovanni 1951 sang Bruscantini an Giuseppe Verdis 50. Todestag die Rolle des Baron Kelbar in Un giorno di regno für Rai.
Im Sommer 1951 debütierte er bei den Festspielen von Glyndebourne als Don Alfonso. Im folgenden Jahr wechselte er in derselben Oper zur Rolle des Guglielmo und sang mit großem Erfolg Dandini in Rossinis La Cenerentola, beides Baritonrollen. Nach Glyndebourne ging er direkt nach Salzburg, wo er bei den Festspielen die Titelrolle von Donizettis Don Pasquale übernahm. Später im Jahr sang er seinen ersten Mozart-Figaro in Le nozze di Figaro an der Niederländischen Oper in Amsterdam. 1959 trat er in der Royal Festival Hall in London mit den Virtuosi di Roma in drei komischen Opern des 18. Jahrhunderts auf: als Uberto in Pergolesis La serva padrona, als Don Bucefalo in Fioravantis Le cantatrici villane und in der Titelrolle von Il maestro di cappella von Domenico Cimarosa.

### Die 1960er-Jahre
In den 1960er-Jahren sang Bruscantini vermehrt auch die dramatischen Belcanto-Rollen wie Alfonso di Castiglia in La favorita, Zurga in Les pêcheurs de perles und mehrere Rollen in den Werken von Giuseppe Verdi wie die Titelrolle in Rigoletto, Germont in La traviata, den Herzog von Posa in Don Carlo, Ford in Falsaff oder Melitone in La forza del destino.
Im Februar und März 1960 sang er die vier Bariton-Bösewichte in Les contes d’Hoffmann und Marcello in La Bohème im Teatro San Carlo in Neapel. Im Sommer des gleichen Jahres sang er als Ford in Falstaff in Glyndebourne seine erste Verdi-Bariton-Rolle. Im November folgte sein US-Debüt an der Lyric Opera of Chicago als Rossinis Figaro, die erste der vierzehn Rollen, die er dort in elf Spielzeiten bis 1986 sang.
1962 sang er in Triest seinen ersten Herzog von Posa. Weitere Rollen mit hohem Bariton folgten. 1965 kam in Florenz eine weitere neue Verdi-Rolle in sein Repertoire: Renato in Un ballo in maschera. 1966 folgte Giorgio Germont in La traviata in Genua.

### Die 1970er-Jahre
1971 feierte Bruscantini als Rossinis Figaro ein spätes Debüt am Royal Opera House Covent Garden. 1976 wurde seine Darstellung von Simon Boccanegra am Neujahrstag von der BBC ausgestrahlt und im folgenden Monat sang er in Glasgow an der Scottish Opera seinen ersten Falstaff; den dicken Ritter zeigte er als einsamen und traurigen alten Mann.
1977 leitete Bruscantini bei seinem ersten von drei Besuchen beim Wexford Festival Opera in Pergolesis La serva padrona erstmals eine Oper. Zusammen mit Marilyn Horne nahm er 1978 unter Claudio Scimone die erste moderne Fassung von Antonio Vivaldis Orlando furioso auf.

### Nach 1980
1981 sang Bruscantini erstmals an der New Yorker Met, als Taddeo in L'italiana in Algeri. In seinen zwei Spielzeiten in New York sang er neben Taddeo den Bartolo in Il barbiere di siviglia und Dulcamara in L’elisir d’amore. Am 23. Oktober 1983 war er als Ehrengast an der Feier anlässlich des hundertjährigen Jubiläums der Oper eingeladen.
In den 1980er-Jahren trat er drei Jahre lang als Don Alfonso in Così fan tutte bei den Salzburger Festspielen auf. 1985 kehrte er als Don Magnifico nach Glyndebourne zurück. 1986 sprang er als Iago in Dallas ein und sang in Bordeaux eine neue Rossini-Rolle, den Asdrubale in La pietra del paragone. 1990, ebenfalls in Rom, sang er mit dem Magistrat in Werther seine letzte neue Rolle, seine einzige in deutscher Sprache. (Den Papageno in der Zauberflöte und Rocco in Fidelio sang er in einer italienischen Version.) Im Alter von 70 Jahren gab er in Macerata seinen letzten Don Alfonso.
Nachdem er sich von der Opernbühne zurückgezogen hatte, eröffnete Bruscantini eine Gesangsschule in seinem Geburtsort Civitanova, wo er am 4. Mai 2003 im Alter von 83 Jahren starb.

## Persönliches
Von 1953 bis 1956 war Bruscantini mit der Sopranistin Sena Jurinac verheiratet. Im Juni 1953 heirateten sie im südenglischen Lewes und traten am selben Abend zusammen in Così fan tutte auf. Auch später standen sie öfter zusammen auf der Bühne. Beide spielten 1955 im Film On Such a Night in Mozarts Figaro – er als Figaro, sie als Gräfin. Das Paar sang auch zusammen im Prolog zu Ariadne auf Naxos von Richard Strauss mit Jurinac als Komponist und Bruscantini als Musikmeister, einem ungewöhnlichen Ausflug in die deutsche Oper. Nach seiner Scheidung heiratete Bruscantini Angela Pallota.

## Rollen (Auswahl)
| Rolle                                       | Oper                     | Komponist               |
| ------------------------------------------- | ------------------------ | ----------------------- |
| Rocco                                       | Fidelio                  | Ludwig van Beethoven    |
| Sir Giorgio Riccardo Forth                  | I puritani               | Vincenzo Bellini        |
| Conte Rodolfo                               | La sonnambula            | Bellini                 |
| Zurga                                       | Les pêcheurs de perles   | Georges Bizet           |
| Escamillo                                   | Carmen                   | Bizet                   |
| Fürst Jelezki                               | Pique Dame               | Tschaikowski            |
| Bernardone                                  | Giannina e Bernardone    | Domenico Cimarosa       |
| Perizonio                                   | L’impresario in angustie | Cimarosa                |
| Maestro                                     | Il maestro di cappella   | Cimarosa                |
| Geronimo                                    | Il matrimonio segreto    | Cimarosa                |
| Don Romualdo                                | Emilia di Liverpool      | Gaetano Donizetti       |
| Dulcamara                                   | L’elisir d’amore         | Donizetti               |
| Enrico Ashton                               | Lucia di Lammermoor      | Donizetti               |
| Don Annibale Pistacchio                     | Il campanello            | Donizetti               |
| Sulpice                                     | La fille du régiment     | Donizetti               |
| Alfonso XI                                  | La favorita              | Donizetti               |
| Don Pasquale Malatesta                      | Don Pasquale             | Donizetti               |
| Frère Laurent                               | Roméo et Juliette        | Gounod                  |
| Il Re di Scozia                             | Ariodante                | Händel                  |
| Le Bailli                                   | Werther                  | Massenet                |
| Graf Almaviva Figaro                        | Le nozze di Figaro       | Wolfgang Amadeus Mozart |
| Don Giovanni Commendatore Leporello Masetto | Don Giovanni             | Mozart                  |
| Don Alfonso Guglielmo                       | Così fan tutte           | Mozart                  |
| Papageno                                    | Die Zauberflöte          | Mozart                  |
| Coppélius Dapertutto Lindorf Miracle        | Hoffmanns Erzählungen    | Jacques Offenbach       |
| Mastro Antonio                              | Il Socrate immaginario   | Giovanni Paisiello      |
| Figaro                                      | Il barbiere di Siviglia  | Paisiello               |
| Uberto                                      | La serva padrona         | Pergolesi               |
| Marcello Colline                            | La Bohème                | Giacomo Puccini         |
| Scarpia                                     | Tosca                    | Puccini                 |
| Messer Amantio Di Nicola                    | Gianni Schicchi          | Puccini                 |
| Ramiro                                      | L’heure espagnole        | Ravel                   |
| Germano                                     | La scala di seta         | Gioachino Rossini       |
| Conte Asdrubale                             | La pietra del paragone   | Rossini                 |
| Gaudenzio                                   | Il signor Bruschino      | Rossini                 |
| Mustafà Taddeo                              | L’italiana in Algeri     | Rossini                 |
| Selim                                       | Il turco in Italia       | Rossini                 |
| Bartolo Figaro                              | Il barbiere di Siviglia  | Rossini                 |
| Dandini                                     | La Cenerentola           | Rossini                 |
| Barone di Kelbar                            | Un giorno di regno       | Giuseppe Verdi          |
| Massimiliano Moor                           | I masnadieri             | Verdi                   |
| Miller                                      | Luisa Miller             | Verdi                   |
| Rigoletto                                   | Rigoletto                | Verdi                   |
| Giorgio Germont                             | La traviata              | Verdi                   |
| Simon Boccanegra                            | Simon Boccanegra         | Verdi                   |
| Renato                                      | Un ballo in maschera     | Verdi                   |
| Fra' Melitone                               | La forza del destino     | Verdi                   |
| Rodrigo di Posa                             | Don Carlo                | Verdi                   |
| Ford Sir John Falstaff                      | Falstaff                 | Verdi                   |
| Ruggiero                                    | Orlando furioso          | Antonio Vivaldi         |
| Kuno                                        | Der Freischütz           | Carl Maria von Weber    |

## Aufnahmen
Zahllose Schallplattenaufnahmen zeugen von Bruscantinis Zusammenarbeit mit sämtlichen großen Opernsängerinnen und -sängern ihrer Zeit. Unter ihnen sind Luigi Alva, Carlo Bergonzi, Carlo Cava, Franco Corelli, Fiorenza Cossotto, Victoria De Los Angeles, Mario Del Monaco, Mirella Freni, Leyla Gencer, Nicolai Ghiaurov, Alfredo Kraus, Anna Moffo, Elisabeth Schwarzkopf, Renata Scotto, Giulietta Simionato und Elena Souliotis. Seine erste Aufnahme, Donizettis Il campanello, stammt aus dem Jahr 1949, die letzte von 1986, als er für Opera Rara Don Romualdo in Donizettis Emilia di Liverpool sang.

## Filmaufnahmen
Zwischen 1955 (Don Pasquale) und 1983 (Così fan tutte) wirkte Sesto Bruscantini in 13 Filmen mit.